# Iodictyum shimodai
Iodictyum shimodai är en mossdjursart som beskrevs av Okada 1934. Iodictyum shimodai ingår i släktet Iodictyum och familjen Phidoloporidae. Inga underarter finns listade i Catalogue of Life.